# Morfologische typologie
Morfologische typologie is een onderdeel van de taaltypologie dat talen structureert op grond van hun     morfologische kenmerken. Morfologische taaltypologie is als discipline ontwikkeld door de gebroeders Friedrich von Schlegel en August von Schlegel.
Volgens deze discipline kunnen alle talen grofweg worden onderverdeeld in twee groepen: synthetische talen en analytische talen. Binnen deze groepen zijn weer allerlei subcategorieën, waarvan de isolerende talen, de agglutinerende talen en de flecterende ofwel fusionele talen de belangrijkste zijn. In al deze talen worden morfemen op verschillende manieren behandeld.
In isolerende talen zoals het Vietnamees is sprake van een volledige een-op-eenrelatie tussen een woord en een morfeem, wat erop neerkomt dat een woord nooit uit meer dan één morfeem bestaat. In analytische talen is sprake van een bijna volledige een-op-eenrelatie. In deze beide taaltypen worden grammaticale relaties uitgedrukt door middel van afzonderlijke woorden in plaats van affixen en is er weinig morfologische variatie ofwel woordparadigma. Betekenisaspecten worden uitgedrukt door middel van vaste volgordes van woorden en zinsdelen of door het invoegen van extra woorden.
In synthetische talen is sprake van veel meer flexie. Om betekenisaspecten uit te drukken worden morfemen aan de stam van woorden toegevoegd, en doordat deze een vaste betekenis hebben doet de volgorde van woorden en zinsdelen minder ter zake; hoogstens wordt een vaste volgorde (bijvoorbeeld de SOV-volgorde) gebruikt om ergens extra nadruk op te leggen. Binnen deze subgroep worden verder de agglutinerende talen onderscheiden (die vaak ook als in mindere mate analytisch in plaats van als synthetisch worden beschouwd) waarbij een morfeem maar één betekenis heeft en duidelijk te scheiden is van het basiswoord, en de flecterende ofwel fusionele talen, zoals het Samisch, waarbij de grens tussen woord en morfeem veel minder duidelijk is, doordat er niet alleen sprake is van morfemen versus woorden maar ook van porte-manteaumorfemen. Bij deze laatste groep speelt ook morfofonologie een belangrijke rol, in de vorm van bijvoorbeeld klinkergradatie of medeklinkergradatie.
Een derde categorie, die van de polysynthetische talen, is geïntroduceerd door Wilhelm von Humboldt, terwijl de term "polysynthetisch" voor dit basiskenmerk van talen al eerder was bedacht door Peter Stephen DuPonceau. Polysynthetische talen hebben een zeer uitgebreide maar vaak ook regelmatige morfologie. Een ander kenmerk van deze talen is polypersonalisme in de werkwoordsvorm. De grens tussen deze groep en de synthetische talen is niet helemaal scherp, en de polysynthetische talen lijken nog het meest op een extreme variant van de synthetische.